# CAF Champions League 2011
Die CAF Champions League 2011 war die 15. Auflage dieses von der CAF organisierten Turniers. Sie begann am 28. Januar 2011 mit der Vorrunde. Titelverteidiger ist Tout Puissant Mazembe aus der Demokratischen Republik Kongo, der allerdings im Achtelfinale nach einem Regelverstoß disqualifiziert wurde. Sieger wurde die tunesische Mannschaft Espérance Sportive de Tunis, welche den Herausforderer aus Marokko Wydad Casablanca, nach einem 0:0 im Hinspiel, im Rückspiel mit 1:0 besiegen konnte.

## Qualifikation
Theoretisch sind alle Mitgliedsverbände der CAF berechtigt Mannschaften zu entsenden. Für die 12 besten Nationalverbände der CAF-Fünfjahreswertung sind automatisch jeweils zwei Startplätze reserviert. Hierbei gilt für die Qualifikation zur Champions League 2011 die Wertung der Jahre 2005 bis 2009. Somit ergibt sich aus der Anzahl der zur CAF gehörenden Fußballverbände, dass maximal 67 Mannschaften an der Champions League teilnehmen könnten.
Startberechtigt sind jeweils zwei Mannschaften aus den folgenden Ländern, angegeben in Reihenfolge der Fünfjahreswertung:
- Tunesien
- Ägypten
- Nigeria
- Sudan
- DR Kongo
- Algerien
- Marokko
- Mali
- Kamerun
- Elfenbeinküste
- Angola
- Simbabwe

Alle anderen Länder haben einen Startplatz.

## Ergebnisse

### Vorrunde
Hinspiele vom 28. bis 30. Januar, Rückspiele vom 26. Februar bis 6. März 2011.
|                           | Gesamt          |                           | Hinspiel | Rückspiel |
| ------------------------- | --------------- | ------------------------- | -------- | --------- |
| ASFAN Niamey              | 0:3             | Jeunesse Club d’Abidjan   | 0:0      | 0:3       |
| Saint Michel d’Ouenzé     | 0:3             | FC Enyimba                | 0:1      | 0:2       |
| US Bitam                  | 0:0 (5:3 i. E.) | Les Astres FC             | 0:0      | 0:0       |
| Olympic Real de Bangui    | 1:3             | MC Alger                  | 1:1      | 0:2       |
| Inter Luanda              | –               | Township Rollers 1        | –        | –         |
| East End Lions            | 0:4             | Djoliba AC                | 0:2      | 0:2       |
| ASC Diaraf                | 3:1             | Gambia Ports Authority FC | 1:1      | 2:0       |
| ASPAC FC                  | 2:1             | Deportivo Mongomo         | 1:0      | 1:1       |
| ASEC Mimosas              | 9:0             | CF Cansado                | 7:0      | 2:0       |
| Motor Action FC           | 1:1 (4:3 i. E.) | CNaPS Sport               | 0:1      | 1:0       |
| Raja Casablanca           | –               | Tourbillon FC             | 10:10    | 2 – 2     |
| Ulinzi Stars              | 0:5             | Zamalek SC                | 0:4      | 0:1       |
| APR FC                    | 2:6             | Club Africain Tunis       | 2:2      | 0:4       |
| Clube Recreativo da Caála | 2:1             | Saint-George SA           | 2:0      | 0:1       |
| Élan Club                 | 2:4             | Simba SC                  | 0:0      | 2:4       |
| Mighty Barrolle           | 1:3             | Kano Pillars              | 1:2      | 0:1       |
| Wydad Casablanca          | 3:1             | Aduana Stars              | 3:0      | 0:1       |
| Fello Star                | 1:4             | ASFA-Yennenga Ouagadougou | 1:1      | 0:3       |
| Vital’O FC                | (a)3:3(a)       | Cotonsport Garoua         | 2:2      | 1:1       |
| Zanzibar Ocean View FC    | 1:4             | AS Vita Club              | 1:1      | 0:3       |
| Supersport United         | 3:2             | Matlama FC                | 2:0      | 1:2       |
| Young Buffaloes           | 4:2             | Saint Michel United FC    | 3:0      | 1:2       |
| ZESCO United              | 4:2             | Liga Muçulmana de Maputo  | 3:0      | 1:2       |

Ein Freilos in der Vorrunde erhielten:
- Al-Ahly Kairo
- Al-Hilal Khartum
- Al-Ittihad Tripolis
- Al-Merrikh Khartum
- Dynamos FC
- Espérance Sportive de Tunis
- ES Sétif
- Stade Malien
- Tout Puissant Mazembe

### Erste Runde
Hinspiele vom 18. bis 20. März, Rückspiele vom 1. bis 3. April 2011.
|                             | Gesamt          |                           | Hinspiel | Rückspiel |
| --------------------------- | --------------- | ------------------------- | -------- | --------- |
| Jeunesse Club d’Abidjan 1   | –               | Al-Ittihad Tripolis       | –        | –         |
| US Bitam                    | 1:2             | FC Enyimba                | 0:0      | 1:2       |
| Dynamos FC                  | (a)4:4(a)       | MC Alger                  | 4:1      | 0:3       |
| Al-Merrikh Khartum          | 2:2 (2:3 i. E.) | Inter Luanda              | 2:0      | 0:2       |
| ASC Diaraf                  | 4:1             | Djoliba AC                | 3:0      | 1:1       |
| Espérance Sportive de Tunis | 5:2             | ASPAC FC                  | 5:0      | 0:2       |
| Motor Action FC             | 1:1 (2:4 i. E.) | ASEC Mimosas              | 0:0      | 2 – 2     |
| Stade Malien                | 2:2 (a)         | Raja Casablanca           | 2:1      | 0:1       |
| Club Africain Tunis         | –               | Zamalek SC                | 4:2      | 3 1:2 3   |
| Al-Hilal Khartum            | 4:1             | Clube Recreativo da Caála | 3:0      | 1:1       |
| Tout Puissant Mazembe       | 6:3             | Simba SC                  | 3:1      | 3:2       |
| Wydad Casablanca            | 2:0             | Kano Pillars              | 2:0      | 0:0       |
| ES Sétif                    | 6:3             | ASFA-Yennenga Ouagadougou | 2:0      | 4:3       |
| AS Vita Club                | 0:2             | Cotonsport Garoua         | 0:1      | 0:1       |
| Al-Ahly Kairo               | 2:1             | Supersport United         | 2:0      | 0:1       |
| ZESCO United                | 7:0             | Young Buffaloes           | 5:0      | 2:0       |

### Achtelfinale
Hinspiele vom 22.  April bis 8. Mai, Rückspiele vom 7. bis 13. Mai 2011.
|                             | Gesamt          |                       | Hinspiel | Rückspiel |
| --------------------------- | --------------- | --------------------- | -------- | --------- |
| FC Enyimba                  | 1:0             | Al-Ittihad Tripolis   | 1:0      | 1 – 1     |
| Inter Luanda                | 3:4             | MC Alger              | 1:1      | 2:3       |
| Espérance Sportive de Tunis | 6:0             | ASC Diaraf            | 5:0      | 1:0       |
| Raja Casablanca             | 1:1 (5:4 i. E.) | ASEC Mimosas          | 1:1      | 2 – 2     |
| Al-Hilal Khartum            | –               | Club Africain Tunis   | 1:0      | 3 1:1 3   |
| Wydad Casablanca            | 1:2             | Tout Puissant Mazembe | 1:0      | 0:2       |
| Cotonsport Garoua           | 4:3             | ES Sétif              | 4:1      | 0:2       |
| ZESCO United                | 0:1             | Al-Ahly Kairo         | 0:0      | 0:1       |

#### Spezial-Playoff
Da der Titelverteidiger Tout Puissant Mazembe in der ersten Runde gegen den Simba SC einen Spieler einsetzte, der nicht spielberechtigt war, wurden die Spiele gegen Wydad Casablanca annulliert und dieser wird in einem Entscheidungsspiel gegen den Simba SC antreten. Der Sieger des Entscheidungsspiels zieht in die Gruppenphase ein.
Das Spiel fand am 28. Mai 2011 statt.
|                  | Ergebnis |          |
| ---------------- | -------- | -------- |
| Wydad Casablanca | 3:0      | Simba SC |

### Viertelfinale (Gruppenphase)
In der Viertelfinal-Gruppenphase treten in zwei Gruppen jeweils vier Mannschaften in Hin- und Rückspielen gegeneinander an. Die Gruppenersten und -zweiten qualifizieren sich für das Halbfinale.

#### Gruppe A
| Pl. | Verein            | Sp. | S | U | N | Tore    | Diff. | Punkte |
| --- | ----------------- | --- | - | - | - | ------- | ----- | ------ |
| 1.  | FC Enyimba        | 6   | 4 | 2 | 0 | 011:500 | +6    | 14     |
| 2.  | Al-Hilal Khartum  | 6   | 2 | 2 | 2 | 006:700 | −1    | 08     |
| 3.  | Cotonsport Garoua | 6   | 2 | 1 | 3 | 007:800 | −1    | 07     |
| 3.  | Raja Casablanca   | 6   | 0 | 3 | 3 | 001:500 | −4    | 03     |

| 16. Juli 2011      |           |                   |
| Raja Casablanca    | 0:0       | Cotonsport Garoua |
| 17. Juli 2011      |           |                   |
| FC Enyimba         | 2:2 (0:1) | Al-Hilal Khartum  |
| 29. Juli 2011      |           |                   |
| Al-Hilal Khartum   | 1:0 (0:0) | Raja Casablanca   |
| 30. Juli 2011      |           |                   |
| Cotonsport Garoua  | 2:3 (0:2) | FC Enyimba        |
| 14. August 2011    |           |                   |
| FC Enyimba         | 2:0 (2:0) | Raja Casablanca   |
| 14. August 2011    |           |                   |
| Al-Hilal Khartum   | 2:1 (1:1) | Cotonsport Garoua |
| 26. August 2011    |           |                   |
| Raja Casablanca    | 0:0       | FC Enyimba        |
| 28. August 2011    |           |                   |
| Cotonsport Garoua  | 2:0 (1:0) | Al-Hilal Khartum  |
| 9. September 2011  |           |                   |
| Al-Hilal Khartum   | 1:2 (1:0) | FC Enyimba        |
| 10. September 2011 |           |                   |
| Cotonsport Garoua  | 2:1 (0:1) | Raja Casablanca   |
| 18. September 2011 |           |                   |
| Raja Casablanca    | 0:0       | Al-Hilal Khartum  |
| 18. September 2011 |           |                   |
| FC Enyimba         | 2:0 (1:0) | Cotonsport Garoua |

#### Gruppe B
| Pl. | Verein                      | Sp. | S | U | N | Tore    | Diff. | Punkte |
| --- | --------------------------- | --- | - | - | - | ------- | ----- | ------ |
| 1.  | Espérance Sportive de Tunis | 6   | 2 | 4 | 0 | 009:400 | +5    | 10     |
| 2.  | Wydad Casablanca            | 6   | 1 | 4 | 1 | 011:900 | +2    | 07     |
| 3.  | Al-Ahly Kairo               | 6   | 1 | 4 | 1 | 007:600 | +1    | 07     |
| 4.  | MC Alger                    | 6   | 1 | 2 | 3 | 004:120 | −8    | 05     |

| 16. Juli 2011      |           |                  |
| MC Alger           | 1:1 (1:1) | ES Tunis         |
| 17. Juli 2011      |           |                  |
| Al-Ahly Kairo      | 3:3 (2:1) | Wydad Casablanca |
| 30. Juli 2011      |           |                  |
| Wydad Casablanca   | 4:0 (2:0) | MC Alger         |
| 30. Juli 2011      |           |                  |
| ES Tunis           | 1:0 (1:0) | Al-Ahly Kairo    |
| 12. August 2011    |           |                  |
| Al-Ahly Kairo      | 2:0 (2:0) | MC Alger         |
| 14. August 2011    |           |                  |
| Wydad Casablanca   | 2:2 (0:2) | ES Tunis         |
| 27. August 2011    |           |                  |
| ES Tunis           | 0:0       | Wydad Casablanca |
| 28. August 2011    |           |                  |
| MC Alger           | 0:0       | Al-Ahly Kairo    |
| 10. September 2011 |           |                  |
| ES Tunis           | 4:0 (3:0) | MC Alger         |
| 11. September 2011 |           |                  |
| Wydad Casablanca   | 1:1 (0:1) | Al-Ahly Kairo    |
| 16. September 2011 |           |                  |
| MC Alger           | 3:1 (2:0) | Wydad Casablanca |
| 16. September 2011 |           |                  |
| Al-Ahly Kairo      | 1:1 (0:1) | ES Tunis         |

## Halbfinale
Hinspiele am 1. und 2. Oktober, Rückspiele am 14. Oktober 2011.
|                  | Gesamt |                             | Hinspiel | Rückspiel |
| ---------------- | ------ | --------------------------- | -------- | --------- |
| Wydad Casablanca | 1:0    | FC Enyimba                  | 1:0      | 0:0       |
| Al-Hilal Khartum | 0:3    | Espérance Sportive de Tunis | 0:1      | 0:2       |

## Finale

### Hinspiel
| Wydad Casablanca                                  | Wydad Casablanca | Espérance Sportive de Tunis | Espérance Sportive de Tunis |
| ------------------------------------------------- | --- | --- | --------------------------- |
| Wydad Casablanca                                  | \| Hinspiel \| \| 6. November 2011 in Casablanca (Stade Mohammed V) \| \| Ergebnis: 0:0 \| \| Zuschauer: 70.000 \| \| Schiedsrichter: Néant Alioum ( Kamerun) \| | \| Hinspiel \| \| 6. November 2011 in Casablanca (Stade Mohammed V) \| \| Ergebnis: 0:0 \| \| Zuschauer: 70.000 \| \| Schiedsrichter: Néant Alioum ( Kamerun) \| | Espérance Sportive de Tunis |
| Wydad Casablanca                                  | Nadir Lamyaghri – Youssef Rabeh, Mourad Lemsen, Hicham El Amrani (88. Younes Mankari) – Mohamed Berrabeh, Ahmed Ajeddou, Said Fettah, Yassine Lakhal (77. Youssef Kaddioui), Abderrahmane Mssassi, Yassine Rami (64. Houcine Zidoune) – Fabrice Ondama Cheftrainer: Michel Decastel | Moez Ben Cherifia – Walid Hichri, Idrissa Coulibaly, Khalil Chemmam, Yaya Banana – Khaled Mouelhi, Mejdi Traoui, Wajdi Bouazzi (90. Harrison Afful), Khaled Korbi – Youssef Msakni (83. Oussama Darragi), Yannick N’Djeng (90.+5' Mohamed Ali Slama) Cheftrainer: Nabil Maaloul | Espérance Sportive de Tunis |
| Wydad Casablanca                                  | Ahmed Ajeddou, Said Fettah | Wajdi Bouazzi (13.), Idrissa Coulibaly (29.) | Espérance Sportive de Tunis |
| Hinspiel                                          | | |                             |
| 6. November 2011 in Casablanca (Stade Mohammed V) | | |                             |
| Ergebnis: 0:0                                     | | |                             |
| Zuschauer: 70.000                                 | | |                             |
| Schiedsrichter: Néant Alioum ( Kamerun)           | | |                             |

### Rückspiel
| Espérance Sportive de Tunis                         | Espérance Sportive de Tunis | Wydad Casablanca | Wydad Casablanca |
| --------------------------------------------------- | --- | --- | ---------------- |
| Espérance Sportive de Tunis                         | \| Rückspiel \| \| 12. November 2011 in Radès (Stadion des 14. Januar) \| \| Ergebnis: 1:0 (1:0) \| \| Zuschauer: 65.000 \| \| Schiedsrichter: Noumandiez Doué ( Elfenbeinküste) \|                                                                                     | \| Rückspiel \| \| 12. November 2011 in Radès (Stadion des 14. Januar) \| \| Ergebnis: 1:0 (1:0) \| \| Zuschauer: 65.000 \| \| Schiedsrichter: Noumandiez Doué ( Elfenbeinküste) \|                                                                                 | Wydad Casablanca |
| Espérance Sportive de Tunis                         | Moez Ben Cherifia – Walid Hichri, Harrison Afful, Khalil Chemmam, Yaya Banana – Mejdi Traoui, Wajdi Bouazzi, Khaled Korbi, Oussama Darragi (84. Khaled Mouelhi) – Youssef Msakni (76. Idrissa Coulibaly), Yannick N’Djeng (88. Khaled Ayari) Cheftrainer: Nabil Maaloul | Bono – Youssef Rabeh, Mourad Lemsen, Hicham El Amrani – Mohamed Berrabeh, Ahmed Ajeddou, Said Fettah (59. Ayoub Skouma), Yassine Lakhal (70. Youssef Kaddioui), Abderrahmane Mssassi, Yassine Rami (89. Pascal Angan) – Fabrice Ondama Cheftrainer: Michel Decastel | Wydad Casablanca |
| Espérance Sportive de Tunis                         | 1:0 Harrison Afful (21.) | | Wydad Casablanca |
| Espérance Sportive de Tunis                         | Khaled Korbi (75.), Mejdi Traoui (84.) | Abderrahmane Mssassi (48.), Mohamed Berrabeh (65.) | Wydad Casablanca |
| Espérance Sportive de Tunis                         | Mourad Lemsen (45.+5') | | Wydad Casablanca |
| Rückspiel                                           | | |                  |
| 12. November 2011 in Radès (Stadion des 14. Januar) | | |                  |
| Ergebnis: 1:0 (1:0)                                 | | |                  |
| Zuschauer: 65.000                                   | | |                  |
| Schiedsrichter: Noumandiez Doué ( Elfenbeinküste)   | | |                  |